# Carcinogènesi

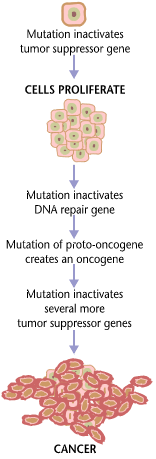
Els càncers són causats per sèries de mutacions.

Carcinogènesi (la creació del càncer), és el procés pel qual les cèl·lules normals es transformen en cèl·lules canceroses.
La divisió cel·lular és un procés fisiològic que ocorre en gairebé tots els teixits i sota moltes circumstàncies. Sota circumstàncies normals el balanç entre la proliferació i la mort cel·lular programada, normalment sota la forma d'apoptosi, es manté. Les mutacions de l'ADN que porten al càncer (només certes mutacions porten al càncer i la majoria de les mutacions potencial no hi porten) trenquen aquests processos ordenats trencant el programa regulador dels processos.
La carcinogènesi és causada per la mutació del material genètic normal de les cèl·lules normals. Això porta a una divisió cel·lular incontrolada i l'evolució de les cèl·lules per selecció natural dins el cos. Aquesta proliferació pot portar tumors benignes i alguns d'ells passen a tumors malignes (càncer). Els tumors malignes poden envair altres òrgans (metàstasi) i amenaçar la vida.
Més d'una mutació és necessària per a la carcinogènesi. De fet, se'n necessita una sèrie. Només les mutacions de certs tipus de gens que tenen un paper vital en la mort cel·lular i la reparació de l'ADN poden causar la proliferació.

## Mecanismes de la carcinogènesi
El càncer és una malaltia genètica: per a la divisió incontrolada els gens que regulen el creixement cel·lular han d'estar danyats. Els protooncogens són gens que promouen el creixement cel·lular i la mitosi, mentre que els gens supressors de tumors desencoratgen el creixement cel·lular o paren temporalment la divisió cel·lular per a reparar l'ADN.

## Carcinogen
Un carcinogen és un agent químic o físic que té un paper causal en el desenvolupament del càncer.
Aquestes substàncies poden ser radionúclids o la radiació que és un agent directament implicat en desenvolupar el càncer. Aquest efecte pot ser degut a la capacitat de danyar el genoma o a la disrupció dels processos metabòlics cel·lulars.Diverses substàncies radioactives es consideren carcinògenes però la seva activitat carcinogènica s'atribueix a la radiació, per exemple als raigs gamma i les partícules alfa, que emeten. Exemples comuns de carcinògens és la inhalació d'asbest, certes dioxines i el fum del tabac. Hi ha molts carcinògens naturals. L'aflatoxina B1, la produeix el fong Aspergillus flavus quan creix en cereals, fruits secs i mantega de cacauet emmagatzamats. Diversos virus com el de l'Hepatitis B i el papil·loma humà poden causar càncer en humans.
Les dioxines i compostos similars a la dioxina com el, benzè, keponè, EDB, asbest, i altres han estat classificats com carcinògens.Dins del fum del tabac hi ha dotzenes de carcinògens, incloent benzo(a)pirè, nitrosamines específiques del tabac i aldehids reactius com el formaldehid. En els plàstics, el clorur de vinil amb què es fa el PVC és un agent carcinogen.
El cocarcinògens són productes químics que no necessàriament causen càncer per ells mateixos però promouen l'activitat d'altres carcinògens que sí que ho fan.
Després que el carcinogen entra al cos aquest intenta eliminar-lo en un procés anomenat biotransformació. Amb aquest procés es tracta de fer el carcinogen més soluble en aigua i així eliminar-lo del cos.Però aquestes reaccions també poden convertir un carcinogen menys tòxic en un carcinogen més tòxic.
L'ADN és nucleofílic, per tant els carbonis electròfils solubles són carcinogènics perquè l'ADN nucleofílic els ataca.

### Classificació dels carcinògens
| IARC    | GHS     | NTP              | ACGIH  | EU     |
| ------- | ------- | ---------------- | ------ | ------ |
| Grup 1  | Cat. 1A | Desconegut       | A1     | Cat. 1 |
| Grup 2A | Cat. 1B | Sospita raonable | A2     | Cat. 2 |
| Grup 2B | Cat. 1B | Sospita raonable | A2     | Cat. 2 |
| Cat. 2  |         | A3               | Cat. 3 |        |
| Cat. 2  | Grup 3  | A3               | Cat. 3 |        |
|         | A4      |                  |        |        |
| Grup 4  | A5      |                  |        |        |

### Carcinògens comuns
| Carcinogen                                                               | Tipus de càncer associats                         | Origen |
| ------------------------------------------------------------------------ | ------------------------------------------------- | --- |
| Arsènic i els seus compostos                                             | - Pulmó - Pell - Hemangiosarcoma                  | - Subproductes de la fosa de metalls - Component de: - Al·leacions - Aparells elèctrics i semiconductors - Medicaments (p.e. melarsoprol) - Herbicides - Fungicides - Contra la caiguda d'insectes |
| Asbest                                                                   | - Pulmons - Mesotelioma - Tracte gastrointestinal | Ja no es fan servir però encara es troben en: - Construccions - Papers d'empaperar - Rajoles del terra - Teixits resistents al foc - Revestiment de fricció                                        |
| Benzè                                                                    | - Leucèmia - Limfoma de Hodgkin                   | - Enllumenat - Abans es feia servir com solvent i fumigant - Impressió - Pintura - Goma - Detergents - Adhesius                                                                                    |
| Beril·li i els compostos                                                 | - Pulmó                                           | - Combustible de míssils - Reactors nuclears |
| Cadmi i compostos                                                        | - Pròstata                                        | - Pigments grocs - Bateries - Pintures metàl·liques |
| Compostos del crom hexavalent (VI)                                       | - Pulmó                                           | - Pintures - Pigments |
| òxid d'etilè                                                             | - Leucèmia                                        | - Agents de maduració accelerada de fruits - Propel·lent de coets - Fumigants per aliments i tèxtils - Equip d'esterilització en hospitals                                                         |
| Níquel                                                                   | - Nas - Pulmó                                     | - Plaques de níquel - Aliatges de ferro - Ceràmica - Bateries - Productes per fer acer inoxidable                                                                                                  |
| Radó i els seus productes de degradació                                  | - Pulmó                                           | - Degradació de l'urani - Mines - Cellers i llocs poc ventilats |
| Clorur de vinil                                                          | - Hemangiosarcoma - Fetge                         | - Refrigerants - Producció de clorur de polivinil - Adhesius per a plàstics |
| Treballs per torns que impliquin Disrupció del ritme circadiari          | - Pit                                             | |
| Fumar passivament                                                        | - Pulmó                                           | |
| Llevat que en les caixes s'especifiqui una altra cosa, la referència és: |                                                   | |

### Altres
- Gasolina (conté aromàtics)
- Plom i els seus compostos
- En quimioteràpia agents antineoplàstics alquilatants
- Altres agents alquilatants (p.e. sulfat de dimetil)
- Radiació ultraviolada del Sol i làmpades UV
- Altres radiacions ionitzants (raigs Xm raigs gamma, etc.)